# Bilpahari
Bilpahari é uma vila no distrito de Barddhaman, no estado indiano de Bengala Ocidental.

## Demografia
Segundo o censo de 2001, Bilpahari tinha uma população de 7786 habitantes. Os indivíduos do sexo masculino constituem 55% da população e os do sexo feminino 45%. Bilpahari tem uma taxa de literacia de 53%, inferior à média nacional de 59,5%; a literacia no sexo masculino é de 62% e no sexo feminino é de 42%. 15% da população está abaixo dos 6 anos de idade.